# Werner Van Heetvelde
Werner Van Heetvelde (Antwerpen, 17 mei 1963) is een Belgisch syndicalist voor het ABVV.

## Levensloop
Hij groeide op in Antwerpen, maar bleef na zijn studies in Gent wonen alwaar hij actief werd in de vakbondsactie. Vervolgens was hij gewestelijk secretaris voor de AC Gent. In 2004 werd hij federaal secretaris. In december 2014 werd hij verkozen tot algemeen secretaris en in september 2015 volgde hij Paul Lootens op als voorzitter van deze vakcentrale. Tevens is hij federaal secretaris van het Vlaams ABVV, vanuit deze hoedanigheid zetelt hij onder meer in het VESOC.